# Raghunathpur (PS-Dankuni)
Raghunathpur (PS-Dankuni) là một thị trấn thống kê (census town) của quận Hugli thuộc bang Tây Bengal, Ấn Độ.

## Nhân khẩu
Theo điều tra dân số năm 2001 của Ấn Độ, Raghunathpur (PS-Dankuni) có dân số 7996 người. Phái nam chiếm 51% tổng số dân và phái nữ chiếm 49%. Raghunathpur (PS-Dankuni) có tỷ lệ 73% biết đọc biết viết, cao hơn tỷ lệ trung bình toàn quốc là 59,5%: tỷ lệ cho phái nam là 80%, và tỷ lệ cho phái nữ là 66%. Tại Raghunathpur (PS-Dankuni), 10% dân số nhỏ hơn 6 tuổi.